# Fifth (album de Soft Machine)
Albums de Soft Machine
Fourth
(1971) Six
(1973)
Fifth est le cinquième album studio du groupe jazz de l'école de Canterbury Soft Machine sorti en 1972.

## Historique de l'album
Fifth est le premier album de Soft Machine enregistré après le départ du batteur original et membre fondateur, Robert Wyatt, et poursuivait la tendance du groupe, depuis leur mélange de rock psychédélique et progressif vers le jazz fusion. Wyatt a été remplacé par Phil Howard, qui a participé aux sessions de 1971 qui composent la première face, après quoi il a été remercié et remplacé par John Marshall pour les enregistrements de 1972 qui composent la deuxième face. Roy Babbington, futur bassiste du groupe, jouait de la contrebasse sur une pièce de la Face B en tant que musicien invité. Contrairement aux deux albums précédents, le saxophoniste Elton Dean n'est pas accompagné par une section de cuivres et d'anches composée de musiciens de session.
Une version alternative de "All White" est apparue sur leur prochain album, Six. "Pigling Bland" a été composé en 1969 pour être inclus dans un arrangement révisé de la suite "Esther's Nose Job".
En 1999, les albums Fourth et Fifth de Soft Machine ont été publiés ensemble sur un CD.
Cet album est sorti remasterisé avec une prise alternative de "All White" en tant que pièce bonus et une jaquette redessinée en 2007 sur CD.

## Liste des titres

### Face A
1. All White (Mike Ratledge) : 6:06
2. Drop (Ratledge) : 7:42
3. M C (Hugh Hopper) : 4:57

### Face B
1. As If (Ratledge) – 8:02
2. L B O (John Marshall) : 1:54
3. Pigling Bland (Ratledge) : 4:24
4. Bone (Elton Dean) : 3:29

## Personnel

### Musiciens
- Mike Ratledge : Orgue Lowrey, Piano électrique Fender Rhodes
- Elton Dean : Saxophone alto, saxello, Piano électrique Fender Rhodes sur (2)
- Hugh Hopper : Basse
- Phil Howard : Batterie (Face A)
- John Marshall : Batterie  (Face B)

### Musicien additionnel
- Roy Babbington : Contrebasse sur (4)